# براهمادیوا
براهمادیوا (انگلیسی: Brahmadeva؛ ۲۰ اوت ۱۰۶۰ – ۲۰ اوت ۱۱۳۰) یک ریاضی‌دان اهل هند بود.